# Котугери
Котугери (грч. Καισαριανά, Кесаријана) је насељено место у општини Воден у периферији Средишња Македонија, Грчка. Према попису из 2021. године било је 76 становника.
Према бугарском географу и историчару, Василу Канчову, у Котагеру је 1900. године живело 60 Словена хришћана. Године 1924. насељене су грчке избегличке породице, док су се словенске иселиле у Јаворјане. На попису из 1928. године Котугери су имали 113 становника. Претпоставља се да је село добило име од речи кутос герос којима су се у Византији називали богумилски калуђери.